# Повернення немає (фільм, 1993)
Повернення немає (англ. Point of No Return) — американський бойовик 1993 року.

## Сюжет
Молода наркоманка і злочинниця Меггі бере участь у нальоті на аптеку. Але поліція вбиває всіх нальотчиків крім Меггі. Її присуджують до страти через смертельну ін'єкцію. Секретна державна служба пропонує на вибір: померти по-справжньому або ж стати найманою вбивцею, що прибирає неугодних уряду осіб.

## У ролях
| Актор           | Роль                              |
| --------------- | --------------------------------- |
| Бріджит Фонда   | Меггі Гейворд - Клаудія Енн Доран |
| Гебріел Бірн    | Боб                               |
| Дермот Малруні  | Джей Пі                           |
| Мігель Феррер   | Кауфман                           |
| Енн Бенкрофт    | Аманда                            |
| Олівія д'Або    | Ангела                            |
| Річард Романус  | Фахд Бахтіар                      |
| Гарві Кейтель   | Віктор, чистильник                |
| Лоррейн Туссен  | Бет                               |
| Джефрі Льюїс    | власник аптеки                    |
| Мік Роджерс     | поліцейський                      |
| Майкл Рапапорт  | Великий Стен                      |
| Рей Оріел       | Берт                              |
| Спайк МакКлюр   | Джонні Ді                         |
| Джон Каподіче   | детектив                          |
| Кармен Сапата   | суддя                             |
| Келвін Левелс   | комп'ютерний інструктор           |
| Майкл Раньярд   | інструктор зі зброї               |
| Білл М. Рюісакі | інструктор із карате              |